# George Khoury
George Khoury, auch Georges Houry, (* 23. November 1912 in Kairo; † 21. April 1983 in Los Angeles, Kalifornien) war ein ägyptisch-US-amerikanischer Schauspieler.

## Leben
Der in Ägypten geborene Khoury gab ein Debüt als Schauspieler in den Vereinigten Staaten; sein erster Filmauftritt fand 1949 im Film Malaya statt. Khourys erfolgreichste Zeit als Schauspieler lag in den 1950er-Jahren mit Auftritten in Der Hauptmann von Peshawar, Abbott und Costello als Mumienräuber und in Sabu and the Magic Ring. Eine von Khourys bekanntesten Rollen war die des Verrico im Film Die Bestie aus dem Weltraum. Außerdem hatte Khoury mehrere Auftritte in der Fernsehserie Superman – Retter in der Not.
Mit einem Gastauftritt in der Fernsehserie The Case of the Dangerous Robin im Jahre 1960 beendete Khoury seine Arbeit als Schauspieler. Sein letzter Filmauftritt erfolgte 1959 in Wenn das Blut kocht.
In manchen Darstellerlisten taucht Khoury auch als Georges Houry auf.
Er starb am 21. April 1983 im Alter von 70 Jahren in Kalifornien.

## Filmografie (Auswahl)
- 1949: Malaya
- 1950: Kim – Geheimdienst in Indien (Rudyard Kipling’s Kim)
- 1951: Ausgezählt (Iron Man)
- 1951: Frauenraub in Marokko (Ten Tall Men)
- 1953: Der Hauptmann von Peshawar (King of the Khyber Rifles)
- 1955: Abbott und Costello als Mumienräuber (Abbott and Costello Meet the Mummy)
- 1956: Sabu and the Magic Ring
- 1957: Die Bestie aus dem Weltenraum (20 Million Miles to Earth)
- 1959: Wenn das Blut kocht (Never So Few)